# Tiitsuotsa
Koordinaten: 58° 30′ N, 22° 36′ O
Tiitsuotsa ist ein Dorf (estnisch küla) auf der größten estnischen Insel Saaremaa. Es gehört zur Landgemeinde Saaremaa (bis 2017: Landgemeinde Leisi) im Kreis Saare.
Das Dorf hat zwei Einwohner (Stand 31. Dezember 2011).